# Cargenbridge
Cargenbridge är en by i Dumfries and Galloway i Skottland. Byn är belägen 103,2 km 
från Edinburgh. Orten har 530 invånare (2016).